# Чорман
Чорман (азерб. Çorman) — село у Лачинському районі Азербайджану. Село розташоване за 75 км на північний захід від районного центру, міста Лачина та за 9 км на північ від села Піченіс, до якого підпорядковується.